# Book of Common Prayer

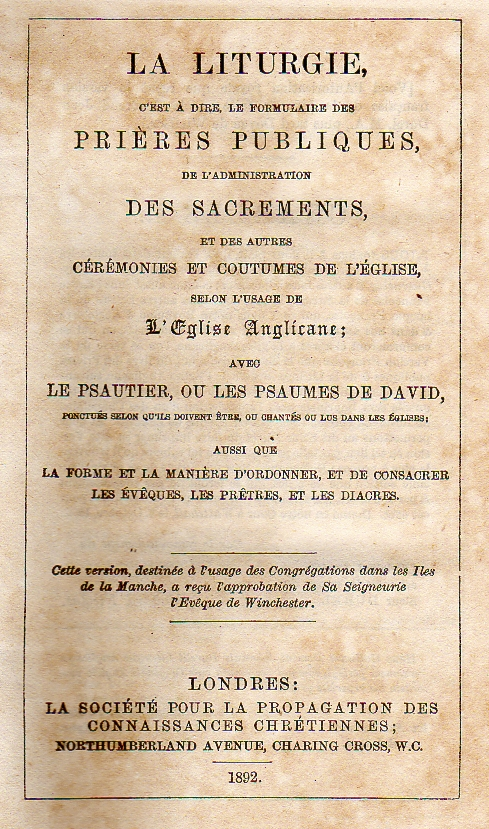
Versiune francofonă.

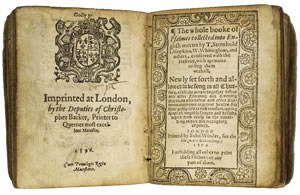
Prima versiune anglofonă.

Cartea de rugăciuni obștești sau The Book of Common Prayer ori Common Prayer Book, prescurtat BCP ori CPB, e cartea de slujbe a ritului anglican. Versiunea definitivă datează din 1662.
Biserica Anglicană mai folosește și o a doua carte de slujbe: The Alternative Service Book.

## Structură
The Book of Common Prayer are următorul conținut. Expresiile dintre paranteze dau echivalentul teologic românesc, pe când textul din afara parantezelor e o traducere după textul englezesc.
- Prefață.
- Despre slujbele bisericești.
- Despre ceremonii, pentru ce unele trebuie încetate, iar altele ținute.
- Reguli cu privire la rânduiala slujbelor.
- Orânduirea cum se cuvine a citi Psaltirea.
- Orânduirea cum se cuvine a citi Sfânta Scriptură.
- Tabla cu citirile și psalmii de rând.
- Calendarul, cu Tabla citirilor.
- [Tabla revăzută a citirilor, adaosă în 1922.]
- Table și reguli pentru sărbători, și sărbătorile de-a lungul anului întreg. 
  - Reguli pentru a ști când încep sărbătorile și praznicele mobile.
  - Tabla tuturor sărbătorilor cu ținere.
  - Tabla cu privegherile, ajunurile, și zilele de post.
  - Pascalia.
  - Altă pascalie pe cincizeci de ani.
  - O tablă cu sărbătorile mobile.
  - Altă tablă cu sărbătorile mobile.
  - Pascalie din 2200 până în 2299.
  - Tablă cu numerele de aur.
- Tipic pentru utrenie și vecernie.
- Rânduiala rugăciunii de dimineața (utrenia), zilnic, pe tot anul.
- Rânduiala rugăciunii de seara (vecernia), zilnic, pe tot anul.
- Crezul Sfântului Atanasiu.
- Litania (ectenia).
- Rugăciuni și mulțumiri pentru diferite împrejurări.
- Rugăciunile obștești, apostolele, și evangheliile, care se folosesc la Sfânta Liturghie, pe tot anul.
- Rânduiala Sfintei Cuminecări (Sfânta Liturghie).
- Rânduiala Botezului, atât de obște, cât și singuratic.
- Rânduiala Botezului celor ajunși la vârsta priceperii.
- Catehismul pentru cei ce se pregătesc pentru mirungere.
- Rânduiala mirungerii.
- Forma săvârșirii cununiei.
- Rânduiala pentru cercetarea bolnavilor (maslu), și cuminecarea bolnavilor.
- Rânduiala pentru îngroparea morților (înmormântarea).
- Mulțumirea femeilor după nașterea de prunci (molitvă după naștere).
- O mustrare, sau vestirea mâniei lui Dumnezeu, și a judecăților împotriva păcătoșilor.
- Psaltirea.
- Formele rugăciunii care se spun pe mare.
- Forma și felul facerii și hirotonirii episcopilor, preoților și diaconilor.
- Formele rugăciunii la ziua pomenirii urcării pe tron a suveranului Regatului Unit.
- Articolele religiunii.
- O tablă cu înfieri și cuscriri.